# Textile schizophrénie
Singles de Nolwenn Leroy
Faut il, Faut il pas ?
(2009) Suite Sudarmoricaine
(2010)
Pistes de Le Cheshire Cat et moi
You get me Amis des jours de pluie
Textile schizophrénie est le onzième single de la chanteuse Nolwenn Leroy et deuxième extrait de son troisième album studio Le Cheshire Cat et moi.